# Erioptera flavohumeralis
Erioptera flavohumeralis là một loài ruồi trong họ Limoniidae. Chúng phân bố ở miền Cổ bắc.